# Xerophyta eglandulosa
Xerophyta eglandulosa là một loài thực vật có hoa trong họ Velloziaceae. Loài này được H.Perrier miêu tả khoa học đầu tiên năm 1930.